# بوجانی
بوجانی (به صربی: Bođani) یک منطقهٔ مسکونی در صربستان است که در Bač Municipality واقع شده‌است. بوجانی ۱٬۱۱۳ نفر جمعیت دارد.